# Георг (Бавария)
Георг Богатия  (на немски: Georg der Reiche; * 15 август 1455, Бургхаузен; † 1 декември 1503, Инголщат) от фамилията Вителсбахи, е през 1479 – 1503 г. херцог на Бавария-Ландсхут.

## Произход и ранни години
Той е роден и пораства в замъка Бургхаузен. Син е на херцог Лудвиг IX Богатия († 18 януари 1479) и на принцеса Амалия Саксконска (1436 – 1501), дъщеря на курфюрста на Саксония Фридрих II и неговата съпруга херцогиня Маргарета Австрийска (1416 – 1486). 
След пристигането си в Ландсхут, на 13-годишна възраст, той е допускан в управлението.
Георг се жени на 14 ноември 1475 в Ландсхут за принцеса Ядвига Ягелонка (Хедвига от Полша, 1457 – 1502) от род Ягелони, дъщеря на полския крал Кажимеж IV Ягелончик и съпругата му Елизабет Хабсбург. Сватбата на Георг и Ядвига днес (XX – XXI век) се празнува на всеки 4 години като Ландсхутската сватба.
Още преди да започне управлението Георг разширява двореца в Лауинген.

## Управление
На 18 януари 1479 г. Георг на 24 години става наследник на баща си като херцог на Бавария-Ландсхут. 
От 1485 г. той въвежда римското право в страната си, с помощта на съветника си канцлер Волфганг Колбергер. Извършва много реформи.
Георг е важен поддръжник на император Максимилиан I, когото придружава при неговите походи в Швабия, Швейцария, Гелдерн и Унгария. Той укрепва замъка Бургхаузен, превръщайки го в здрав дворец и построява почти напълно новия дворец в Инголщат.
Противно на Вителсбахските домашни договори, Георг завещава на 19 септември 1496 г. херцогството на дъщеря си Елизабет. Въпреки пазенето в тайна, това научава неговия братовчед, херцог Албрехт IV, което води до конфликти с князете и императора. Поради това Георг затваря през 1502 г. своя канцлер Колбергер за предателство.
През есента 1503 г. в Инголщат той дава на смъртното си легло предварително замъците в Ландсхут и Бургхаузен на своя зет Рупрехт и го поставя за щатхалтер. На 25 ноември той поръчва всичките си съсловия за 10 декември в Ландсхут.
Георг умира на 1 декември 1503 г. в Инголщат, без да остави легитимен мъжки наследник, и е погребан на 9 декември в манастира Зелигентал. 
Понеже дъщеря му и зет му продължават неговия курс, се стига до Ландсхутската наследствена война (1504/1505), при която големи части на Бавария са разрушени. Бавария-Ландсхут попада след войната, през 1505 г., в границите на Херцогство Бавария-Мюнхен на херцог Албрехт IV, който обединява всички баварски линии.

## Деца
Херцог Георг и Ядвига Ягелонка имат пет деца:
- Лудвиг (* 1476, † пр. 1496)
- Рупрехт (*/† 1477)
- Елизабет Баварска (1478 – 1504), ∞ 1499 г. пфалцграф Рупрехт от Пфалц (1481 – 1504), син на курфюрст Филип
- Маргарета Баварска (1480 – 1531), абатиса на манастира Нойбург на Дунав (1509 – 1521)
- Волфганг (*/† 1482)